# E. E. Smith
E. E. Smith, plným jménem Edward Elmer Smith, známý též jako "Doc" Smith (2. května 1890, Sheboygan, Wisconsin – 31. srpna 1965, Seaside, Oregon) byl americký chemik a spisovatel science fiction, jeden z autorů období tzv. Zlatého věku sci-fi. Je společně s Edmondem Moore Hamiltonem považován za zakladatele žánru vesmírné opery.

## Život
V osmnácti letech odešel z domova, pracoval jako dělník a krátce jako řidič tramvaje. Roku 1914 ukončil studium chemického inženýrství na Idažské univerzitě (University of Idaho). Roku 1915 se oženil s Jeanne Craig MacDougallovou, se kterou měl syna a dvě dcery. Roku 1917 získal na Univerzitě George Washingtona magisterský titul a roku 1919 doktorát (odtud jeho přezdívka "Doc"). Poté pracoval až do roku 1957 jako vedoucí chemik ve firmách vyrábějící cukrářské pečivo s výjimkou druhé světové války, kdy byl přidělen k výrobě výbušnin. Zemřel roku 1965 na infarkt.
Svůj první román The Skylark of Space (Vesmírný skřivan) psal od roku 1914 do roku 1920 s pomocí manželky jeho spolužáka, paní Lee Hawkins Garbyové, jeho první vydání v pulpovém magazínu Amazing Stories se však uskutečnilo až roku 1928. Román je považován za první příklad tzv. vesmírné opery a je první částí čtyřdílné románové série. Současně s ní psal šestidílný Lensmanský cyklus. Napsal téměř 30 románů, většinou v letech 1930 až 1940, ale v psaní pokračoval až do své smrti. Další jeho práce však již nedosáhly kvality ani úspěchu jako výše uvedené dva cykly.
Za své dílo obdržel roku 1963 cenu First Fandom Hall of Fame Award a roku 2004 byl uveden do Síně slávy science fiction a fantasy.

## Dílo

Obálka časopisu Astouding Stories z roku 1928 s autorovým románem The Skylark of Space.

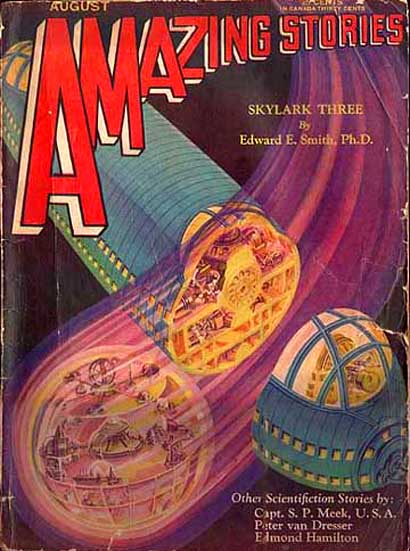
Obálka časopisu Astouding Stories z roku 1930 s autorovým románem Skylark Three.

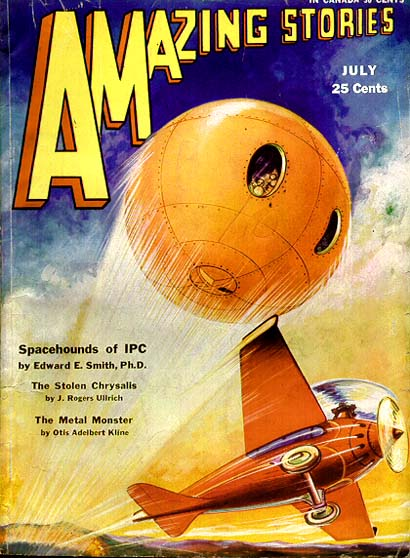
Obálka časopisu Astouding Stories z roku 1931 s autorovým románem Spacehounds of IPC.

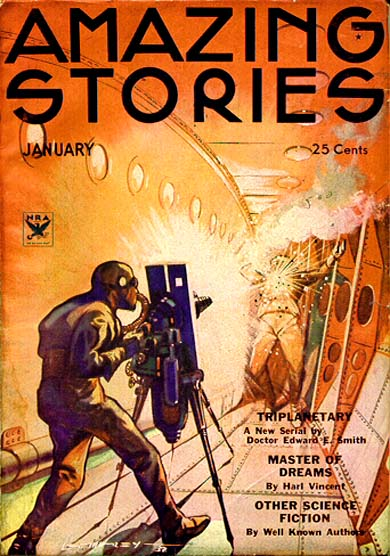
Obálka časopisu Astouding Stories z roku 1934 s autorovou povídkou Triplanetary.

### Povídky a novely
- What a Course! (1934), také jako Robot Nemesis.
- Lord Tedric (1953), povídka, která se stala základem stejnojmenné série, kterou v letech 1978–1980 napsal americký spisovatel Gordon Eklund.[5]
- Subspace Survivors (1960).
- The Imperial Stars (1964), novela, která se stala základem série Family D'Alembert, kterou v letech 1976–1985 napsal americký spisovatel Stephen Goldin.[6]

### Sbírky povídek
- The Best of E. E. 'Doc' Smith (1975).

### Románová série Skylark
Série je považována za první příklad tzv. vesmírné opery. Vědec Seaton náhodu objeví pohon pro mezihvězdné lety a se svými přáteli prožívá mnohá vesmírná dobrodružství v boji proti ničemovi DuQuesnemu a jeho spojencům. Velký úspěch příběhů série byl způsoben především dovedností, se kterou autor smísil prvky sci-fi, špionážního thrilleru a westernu.
- The Skylark of Space (Vesmírný skřivan), časopisecky 1928, knižně 1946.
- Skylark Three (Skřivan 3), časopisecky 1930, knižně 1948.
- Skylark of Valeron (Skřivan z Valeronu), časopisecky 1934–1935, knižně 1949.
- Skylark DuQuesne (Skřivan DuQuesne), časopisecky 1965, knižně 1966.

Kompletní společné vydání série vyšlo 2003 pod názvem The Complete Skylark.

### Lensmanský cyklus
Cyklus vypráví o Lensmanech, nositelích čoček, což jsou speciálně vycvičení a zvláštními schopnostmi nadaní agenti tajné služby, jejichž úkolem je chránit Zemi před úklady nepřátelských civilizací.
- Triplanetary, časopisecky 1934, knižně 1948.
- First Lensman (1950).
- Galactic Patrol časopisecky 1937–1938, knižně 1950.
- Gray Lensman, časopisecky 1939–1940, knižně 1951.
- Second Stage Lensmen, časopisecky 1941–1942, knižně 1953.
- Children of the Lens, časopisecky 1947–1948, knižně 1954.
- The Vortex Blaste (Ničitelé virů), časopisecky 1941–1942, knižně 1960, také jako Masters of the Vortex..

Cyklus se nejprve skládal pouze z časopisecky vydaných románů Galactic Patrol, Gray Lensman, Second Stage Lensmen a Children of the Lens. Pro knižní vydání cyklu přepsal autor svou povídku Triplanetary z roku 1934 na román a dospal román First Lensman, který rovněž předchází první čtyři. Souborné vydání vyšlo ve dvou dílech v letech 1998–1999 pod názvem  Chronicles of the Lensmen.
Roku 1976 vydal americký spisovatel William B. Ellern dvě pokračování cyklu, román New Lensman a noveletu Triplanetary Agent, a počátkem 80. let napsal americký spisovatel David A. Kyle další tří romány cyklu známé souhrnně pod názvem Second-Stage Lensman Trilogy, které se časově odehrávají mezi příběhy románů Second Stage Lensmen a Children of the Lens: The Dragon Lensman (1980), Lensman from Rigel (1982) a Z-Lensman (1983).

### Další romány
- Spacehounds of IPC, časopisecky 1931, knižně 1947.
- Masters of Space (1961), spoluautor E. Everett Evans.[9]
- The Galaxy Primes (1965).
- Subspace, dvoudílný román:
  - Subspace Explorers (1965), román vznikl rozšířením povídky Subspace Survivors z roku 1960.
  - Subspace Encounter (1983), vydáno posmrtně.

## Filmové adaptace
- Shinseiki Lensman (1984), japonský animovaný film, režie Kazujuki Hirokawa a Jošiaki Kawajiri.[10]
- Galactic Patrol Lensman (1984), japonský animovaný televizní seriál, režie Hiroši Fukutomi.[10]

## Česká vydání
Z autorova díla doposud česky nic nevyšlo.